# SimCity DS
SimCity DS is een stedenbouwsimulatiespel voor Nintendo DS. Het spel werd ontwikkeld door AKI Corporation en EA Japan en werd uitgegeven door Electronic Arts.
Het computerspel werd eerst uitgebracht in Japan op 22 februari 2007. Daarna werd het op 19 juni uitgebracht in de Verenigde Staten. 3 dagen later werd SimCity DS op 22 juni uitgebracht in Europa. Als laatste werd het computerspel uitgebracht in Zuid-Korea op 14 september 2007.

## Gameplay
SimCity DS maakt gebruik van de graphics uit SimCity 3000. Daarnaast worden beide schermen van de Nintendo DS benut. Ook de microfoon van de spelcomputer wordt gebruikt, bijvoorbeeld voor het uitblazen van branden. Voordat de speler een stad begint moet hij/zij eerst een locatie uitkiezen in de regio. Daarna kan de speler uit een van de vijf adviseurs kiezen. Hierna moet een overeenkomst worden getekend door middel van het zetten van een handtekening op het aanraakscherm van de Nintendo DS.
Het bovenste scherm laat de stad en de lichtkrant zien. Op het onderste scherm staat informatie zoals het budget en het aantal inwoners. Daarnaast zijn daar ook de kaart, adviseur en de bedieningsknoppen te vinden.

### Adviseurs en petities
Het spel bevat vijf adviseurs die de speler assisteren bij zijn taken door het geven van aanbevelingen en advies. Anders dan in andere spellen in de SimCity-serie kan de speler maar gebruikmaken van één adviseur.
De speler kan kiezen uit:
- Julie McSim
- Ayako Tachibana
- Kaishu Tachibana
- Servo 3000
- Alien, een geheime adviseur

Ook stadsburgers kunnen proberen de speler over te halen door middel van het indienen van petities.

### Lichtkrant
Naast de adviseur is er ook een lichtkrant aanwezig onderaan het bovenste scherm. Deze laat zien wat er zowat in de stad gebeurt, en waar plek is voor verbetering. Daarnaast komen ook geregeld berichten met een vleugje humor langs, zoals vaker gebeurt in spellen uit de Sim-serie.

### Bezienswaardigheden
De speler kan verschillende bezienswaardigheden in zijn stad plaatsen. Deze kunnen worden vrijgespeeld door gewoon te spelen of door middel van geheime codes. De volgende bezienswaardigheden zijn onder andere te vinden in het spel:
- Eiffeltoren
- Taj Mahal
- Big Ben
- Vrijheidsbeeld
- Witte Huis
- Grand Central Terminal
- Koninklijk Paleis van Madrid
- Moai
- Hoofdkwartier van de Verenigde Naties
- Hagia Sophia

### Rampen
Zoals in elk SimCity-spel kunnen rampen niet ontbreken in deze versie. De speler krijgt onder andere te maken met aardbevingen, branden, en aanvallen door apen en ufo's. Ook bevat het computerspel een speciale speelmodus genaamd Save the City (red de stad) waarin de speler een stad die getroffen is door een ramp weer moet heropbouwen.

### Onderzoek
Verschillende gebouwen in het spel kunnen alleen worden verkregen door geld te investeren in onderzoek. De gebouwen hebben verschillende voordelen voor de stad. Wel hebben ze altijd water en elektriciteit nodig.

### Gebieden
De speler kan, net zoals in andere SimCity-spellen, gebieden aanwijzen voor residentiële, commerciële en industriële bebouwing. De kleuren wijken wel af van andere spellen: zo is residentieel geel in plaats van groen, commercieel paars in plaats van blauw en industrieel rood/oranje in plaats van geel.